# Hebardina agaboides
Hebardina agaboides är en kackerlacksart som först beskrevs av Gerstaecker 1883.  Hebardina agaboides ingår i släktet Hebardina och familjen storkackerlackor. Inga underarter finns listade i Catalogue of Life.